# Fort Pierce
Fort Pierce é uma cidade localizada no estado americano da Flórida, no condado de St. Lucie, do qual é sede. Foi incorporada em 1901.
A cidade foi atingida pelos furacões Frances e Jeanne em 2004, e pelo furacão  Wilma em 2005. É sede de um dos campi da Florida Atlantic University.

## Geografia
De acordo com o United States Census Bureau, a cidade tem uma área de 68,7 km², onde 53,3 km² estão cobertos por terra e 15,4 km² por água.

### Localidades na vizinhança
O diagrama seguinte representa as localidades num raio de 16 km ao redor de Fort Pierce.

## Demografia
Segundo o censo nacional de 2010, a sua população é de 41 590 habitantes e sua densidade populacional é de 780,6 hab/km². É a localidade mais densamente povoada do condado de St. Lucie. Possui 21 357 residências, que resulta em uma densidade de 400,9 residências/km².